# DFB-Hallenpokal 2000
Der DFB-Hallenpokal 2000 war die 13. offizielle Austragung dieses Wettbewerbes, der vom DFB durchgeführt wurde. Das Endrundenturnier fand vom 15. bis 16. Januar in der Münchener Olympiahalle statt und endete ursprünglich mit dem 3:2-Finalsieg von Borussia Mönchengladbach über die SpVgg Greuther Fürth. Nach einem Einspruch von Fürth beim DFB-Bundesgericht gegen die Wertung des Endspieles, wurde die Spielwertung ein halbes Jahr nach dem Finale nachträglich auf 2:0 zu Gunsten der Fürther geändert, weil Quido Lanzaat von Mönchengladbach nachweislich gedopt war.

## Teilnehmer
An der Endrunde nahmen folgende zwölf Mannschaften teil:
| Gesetzte Teams - Titelverteidiger Borussia Dortmund - Deutscher Meister FC Bayern München - DFB-Pokalsieger Werder Bremen - Gastgeber TSV 1860 München | Qualifizierte Teams - Turnier in Oberhausen (Arena) am 5./6. Januar Bayer 04 Leverkusen & Borussia Mönchengladbach - Turnier in Riesa (sachsenARENA) am 7./8. Januar Energie Cottbus & Hansa Rostock - Turnier in Stuttgart (Hanns-Martin-Schleyer-Halle) am 9./10. Januar 1. FC Kaiserslautern & Stuttgarter Kickers - Turnier in Berlin (Max-Schmeling-Halle) am 11./12. Januar Tennis Borussia Berlin & SpVgg Greuther Fürth |

## Modus
In der Vorrunde wurde in vier Gruppen mit jeweils drei Teams gespielt, die nach dem Modus „Jeder gegen Jeden“ bei zweimal 10 Minuten die Teilnehmer für das Viertelfinale ausspielten. Ab dem Viertelfinale ging es bei zweimal 12 Minuten im K.-o.-System weiter und sollte ein Spiel Remis enden, wurde der Sieger in einem Neunmeterschießen ermittelt.
Gespielt wurde mit einem Torwart und vier Feldspieler auf einen 48 mal 25 Meter großen Kunstrasen, der von einer Bande umgeben war.

## Vorrunde

### Gruppe A
Spiele
| Samstag, 15. Januar 2000 um 13.30 Uhr, 15.37 Uhr und 17.39 Uhr |     |                      |                             |
| FC Bayern München                                              | 1:2 | SpVgg Greuther Fürth | Jarolím – Felgenhauer, Türr |
| SpVgg Greuther Fürth                                           | 3:0 | Energie Cottbus      | Türr, Ruman, Juškić         |
| Energie Cottbus                                                | 0:3 | FC Bayern München    | Scholl (2), Di Salvo        |

Abschlusstabelle
| Pl. | Mannschaft           | Sp. | S | U | N | Tore    | Diff. | Punkte |
| --- | -------------------- | --- | - | - | - | ------- | ----- | ------ |
| 1.  | SpVgg Greuther Fürth | 2   | 2 | 0 | 0 | 005:100 | +4    | 04:0   |
| 2.  | FC Bayern München    | 2   | 1 | 0 | 1 | 004:200 | +2    | 02:20  |
| 3.  | Energie Cottbus      | 2   | 0 | 0 | 2 | 000:600 | −6    | 0:40   |

### Gruppe B
Spiele
| Samstag, 15. Januar 2000 um 13.57 Uhr, 16.04 Uhr und 18.06 Uhr |     |                      |                                              |
| Werder Bremen                                                  | 2:2 | Stuttgarter Kickers  | Dabrowski, Aílton – Carnevale, Weinzierl     |
| Stuttgarter Kickers                                            | 0:2 | 1. FC Kaiserslautern | Pettersson, Lutz                             |
| 1. FC Kaiserslautern                                           | 3:3 | Werder Bremen        | Reich, Weis, Basler – Flock, Chańko, Tjikuzu |

Abschlusstabelle
| Pl. | Mannschaft           | Sp. | S | U | N | Tore    | Diff. | Punkte |
| --- | -------------------- | --- | - | - | - | ------- | ----- | ------ |
| 1.  | 1. FC Kaiserslautern | 2   | 1 | 1 | 0 | 005:300 | +2    | 03:10  |
| 2.  | Werder Bremen        | 2   | 0 | 2 | 0 | 005:500 | ±0    | 02:20  |
| 3.  | Stuttgarter Kickers  | 2   | 0 | 1 | 1 | 002:400 | −2    | 01:30  |

### Gruppe C
Spiele
| Samstag, 15. Januar 2000 um 14.24 Uhr, 16.45 Uhr und 18.33 Uhr |     |                          |                                              |
| Borussia Dortmund                                              | 2:2 | Borussia Mönchengladbach | Baumann, Reina – van Lent, Polster           |
| Borussia Mönchengladbach                                       | 2:2 | Bayer 04 Leverkusen      | Hausweiler, Ketelaer – Brdarić, Babić        |
| Bayer 04 Leverkusen                                            | 4:3 | Borussia Dortmund        | Ponte (3), Živković – Barbarez, Reina, Wörns |

Abschlusstabelle
| Pl. | Mannschaft               | Sp. | S | U | N | Tore    | Diff. | Punkte |
| --- | ------------------------ | --- | - | - | - | ------- | ----- | ------ |
| 1.  | Bayer 04 Leverkusen      | 2   | 1 | 1 | 0 | 006:500 | +1    | 03:10  |
| 2.  | Borussia Mönchengladbach | 2   | 0 | 2 | 0 | 004:400 | ±0    | 02:20  |
| 3.  | Borussia Dortmund        | 2   | 0 | 1 | 1 | 005:600 | −1    | 01:30  |

### Gruppe D
Spiele
| Samstag, 15. Januar 2000 um 15.10 Uhr, 17.12 Uhr und 19.00 Uhr |     |                        |                                                      |
| TSV 1860 München                                               | 3:1 | Hansa Rostock          | Max (2), Riedl – Kovacec                             |
| Hansa Rostock                                                  | 2:1 | Tennis Borussia Berlin | Benken, Ahanfouf – Ouakili                           |
| Tennis Borussia Berlin                                         | 3:4 | TSV 1860 München       | Kirjakow, Kozák, Brinkmann – Max (2), Prosenik, Týce |

Abschlusstabelle
| Pl. | Mannschaft             | Sp. | S | U | N | Tore    | Diff. | Punkte |
| --- | ---------------------- | --- | - | - | - | ------- | ----- | ------ |
| 1.  | TSV 1860 München       | 2   | 2 | 0 | 0 | 007:400 | +3    | 04:0   |
| 2.  | Hansa Rostock          | 2   | 1 | 0 | 1 | 003:400 | −1    | 02:20  |
| 3.  | Tennis Borussia Berlin | 2   | 0 | 0 | 2 | 004:600 | −2    | 0:40   |

## Finalrunde

### Viertelfinale
| | Ergebnis        |                          | Torschützen                                |
| --- | --------------- | ------------------------ | ------------------------------------------ |
| SpVgg Greuther Fürth                                                                                        | 4:1             | Werder Bremen            | Hassa, Türr, Surmann, Felgenhauer – Frings |
| 1. FC Kaiserslautern                                                                                        | 2:2 (3:4 i. N.) | FC Bayern München        | Reich, Strasser – Jancker, Johansson       |
| Neunmeterschießen: Wagner, Tare, Basler – Tarnat, Wiesinger, Salihamidžić, Jancker                          |                 |                          |                                            |
| Bayer 04 Leverkusen                                                                                         | 3:1             | Hansa Rostock            | Rink (2), Živković – Laars                 |
| TSV 1860 München                                                                                            | 1:1 (5:6 i. N.) | Borussia Mönchengladbach | Häßler – Hagner                            |
| Neunmeterschießen: Häßler (2), Prosenik, Borimirow, Týce – Polster (2), van Lent, Witeczek, Sopić, Ketelaer |                 |                          |                                            |

### Halbfinale
|                      | Ergebnis |                          | Torschützen                                             |
| -------------------- | -------- | ------------------------ | ------------------------------------------------------- |
| SpVgg Greuther Fürth | 4:2      | Bayer 04 Leverkusen      | Felgenhauer, Meichelbeck, Juškić, Ruman – Ponte, Greško |
| FC Bayern München    | 2:3      | Borussia Mönchengladbach | Scholl, Jancker – Demo, Frontzeck, Chiquinho            |

### Spiel um Platz drei
| | Ergebnis        |                   |
| --- | --------------- | ----------------- |
| Bayer 04 Leverkusen                                                                                     | 4:4 (5:4 i. N.) | FC Bayern München |
| Ponte (2), Rink, Hoffmann – Tarnat, Jancker, Jarolím, Wiesinger                                         |                 |                   |
| Neunmeterschießen: Hoffmann, Greško, Rink, Ponte, Schneider – Tarnat, Wiesinger, Salihamidžić, Di Salvo |                 |                   |

### Finale
|                                              | Ergebnis           |                          |
| -------------------------------------------- | ------------------ | ------------------------ |
| SpVgg Greuther Fürth                         | 2:3 Wertung: 2:0 1 | Borussia Mönchengladbach |
| Surmann, Felgenhauer – Chiquinho (2), Ašanin |                    |                          |

## Statistisches
- 89 Tore ({\displaystyle \varnothing } 4,45 pro Spiel) wurden erzielt, wobei sich 59 Spieler als Torschützen auszeichnen konnten.
- Drei Tore (kein Hattrick) in einem Spiel erzielte Robson Ponte (Bayer 04 Leverkusen) gegen Borussia Dortmund.
- Die Olympiahalle war am Samstag (10.600) und Sonntag (10.600) jeweils ausverkauft.
- Jede Mannschaft erhielt 200.000 DM Startgeld. Preisgelder gab es für Platz 1 (60.000 DM), Platz 2 (40.000 DM), Platz 3 (30.000 DM) und Platz 4 (20.000 DM).

### Torschützenliste
|    | Spieler            | Mannschaft               | Tore |
| -- | ------------------ | ------------------------ | ---- |
| 1. | Robson Ponte       | Bayer 04 Leverkusen      | 6    |
| 2. | Martin Max         | TSV 1860 München         | 4    |
| 2. | Daniel Felgenhauer | SpVgg Greuther Fürth     | 4    |
| 4. | Frank Türr         | SpVgg Greuther Fürth     | 3    |
| 4. | Mehmet Scholl      | FC Bayern München        | 3    |
| 4. | Paulo Rink         | Bayer 04 Leverkusen      | 3    |
| 4. | Carsten Jancker    | FC Bayern München        | 3    |
| 4. | Chiquinho          | Borussia Mönchengladbach | 3    |

### Bester Spieler
- Mehmet Scholl (FC Bayern München)

### Bester Torwart
- Bernd Meier (Borussia Mönchengladbach)

### Schiedsrichter
- Jürgen Aust, Bernd Heynemann, Markus Merk und Lutz Wagner

## Siegermannschaft
| 1.                                | SpVgg Greuther Fürth |
| Logo von der SpVgg Greuther Fürth | - Tor: Mathias Hain, Günther Reichold - Feldspieler: Rachid Azzouzi, Daniel Felgenhauer, Christian Hassa, Florian Hube, Živojin Juškić, Martin Meichelbeck, Nico Patschinski, Petr Ruman, Domenico Sbordone, Oliver Schmidt, Mathias Surmann, Frank Türr, Ingo Walther - Trainer: Benno Möhlmann |